# آلیس ایو
آلیس ایو (به انگلیسی: Alice Eve)(زاده ۶ فوریهٔ ۱۹۸۲) یک بازیگر بریتانیایی-آمریکایی فرزند بازیگران ترور ایو و شارون موگان که از فیلم‌های معروف او می‌توان به فیلم مردان سیاه‌پوش ۳ و پیشتازان فضا: به سوی تاریکی اشاره کرد. او در لندن و لس آنجلس زندگی می‌کند. او در ۱۶ نوامبر ۲۰۱۷ تابعیت آمریکا را دریافت کرد.

## فیلم‌شناسی

### گزیده آثار بازیگری در سینما
- جایگاه زیبایی (۲۰۰۴)
- شروع کننده برای ۱۰ (۲۰۰۶)
- پوچ بزرگ (۲۰۰۶)
- عبور از مرز (۲۰۰۹)
- او از سطح من بالاتر است (۲۰۱۰)
- سکس و سیتی ۲ (۲۰۱۰)
- غراب (۲۰۱۲)
- مردان سیاه‌پوش ۳ (۲۰۱۲)
- رمزگشایی آنی پارکر (۲۰۱۲)
- چند صبح مخملی (۲۰۱۳)
- پیشتازان فضا به‌سوی تاریکی (۲۰۱۳)
- سرمای شب می‌آید (۲۰۱۳)
- پیش از آنکه برویم (۲۰۱۴)
- آخر هفته کثیف (۲۰۱۵)
- مجرم (۲۰۱۶)
- سوءرفتار (۲۰۱۶)
- لطفاً حاضر باش (۲۰۱۷)
- آشفته (۲۰۱۸)
- فریبکاری ادامه دارد (۲۰۱۸)
- کپی‌ها (۲۰۱۸)
- هشدار (۲۰۲۱)
- ماشین جهنمی (۲۰۲۲)
- آزاد[۳] (۲۰۲۳)
- قاتل فرقه[۴] (۲۰۲۴)
- پناه بگیر (۲۰۲۴)

## افتخارات
- آلیس ایو به عنوان یکی از زیباترین زنان جهان در لیست جهانی BWC ثبت شده است.